# Waitrose
Waitrose est une enseigne de supermarchés fondée en 1904, son siège social est situé à Bracknell dans le comté du Berkshire en Angleterre. Les fondateurs sont Wallace Waite, Arthur Rose et David Taylor, qui a démarré en tant que petite épicerie, Waite, Rose & Taylor, à Acton, ouest de Londres. En 1908, 2 ans après que David Taylor abandonna l'affaire, le nom "Waitrose" fut adopté. En 1937, l'entreprise, composée de 10 magasins et 160 employés, fut rachetée par John Lewis Partnership. En décembre 2019, Waitrose tient 338 supermarchés au Royaume-Uni.

## Sponsoring
Waitrose est le sponsor du Reading Football Club.